# بيتر كينغ (مخرج مبدع)
بيتر كينغ (بالإنجليزية: Peter King)‏ هو مخرج مبدع بريطاني، ولد في 1955 في إنجلترا في المملكة المتحدة.

## وصلات خارجية
- بيتر كينغ على موقع IMDb (الإنجليزية)
- بيتر كينغ على موقع قاعدة بيانات الفيلم (الإنجليزية)